# Raïon de Loubny
Le raïon de Loubny (en ukrainien : Лубенський район) est un raïon (district) dans l'oblast de Poltava en Ukraine.
Avec la réforme administrative de 2020, le raïon de Loubny absorbe les raïons de Pyriatyn, de Khorol, d'Orzhytsia, d'Hrebinka, de Lokhvytsia et de Chornukhy.

## Lieux d'intérêt
Le parc national de Pyriatyn, classé. 

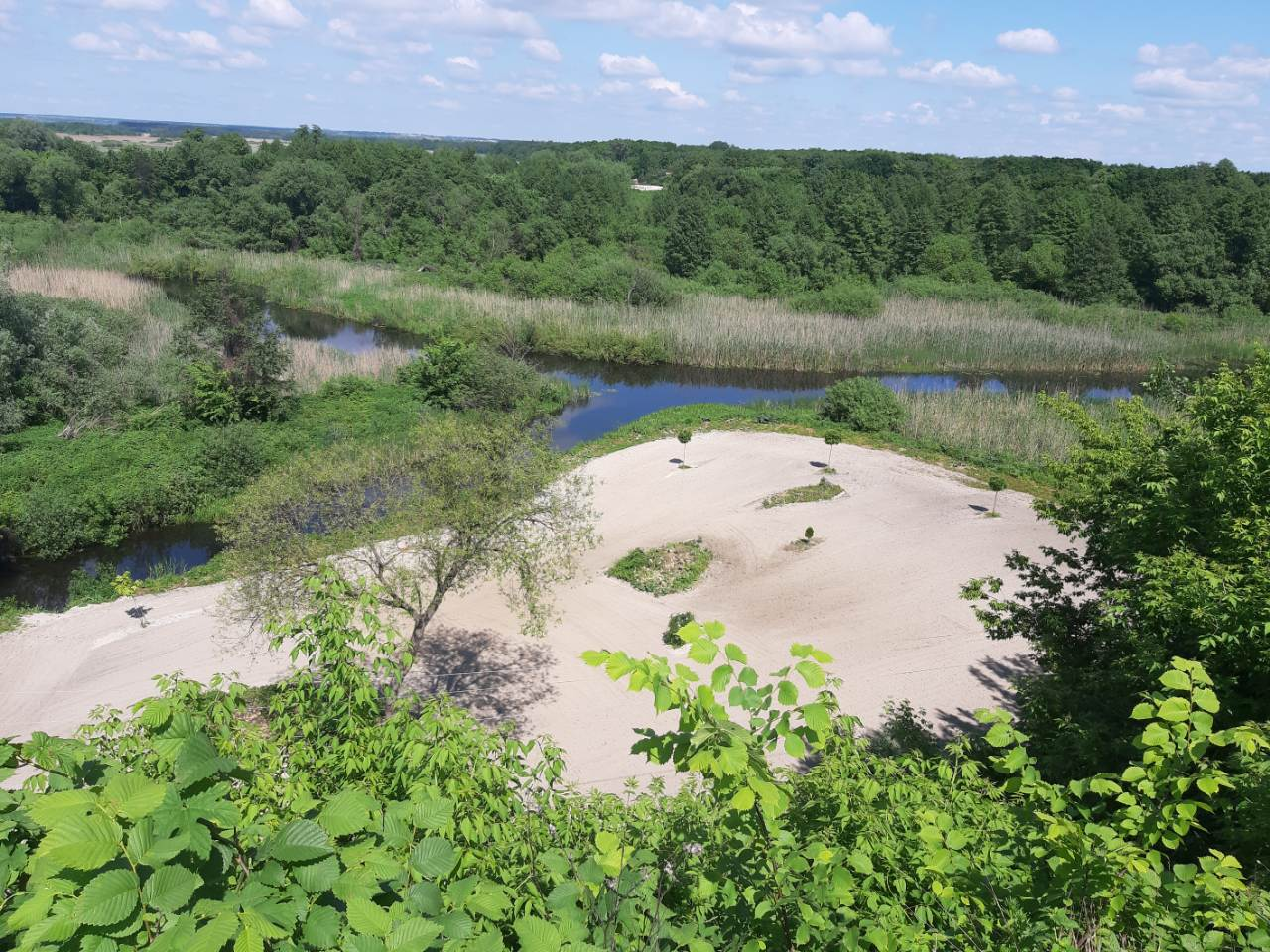
Bourty, rive de l'Oudaï, classé[2],
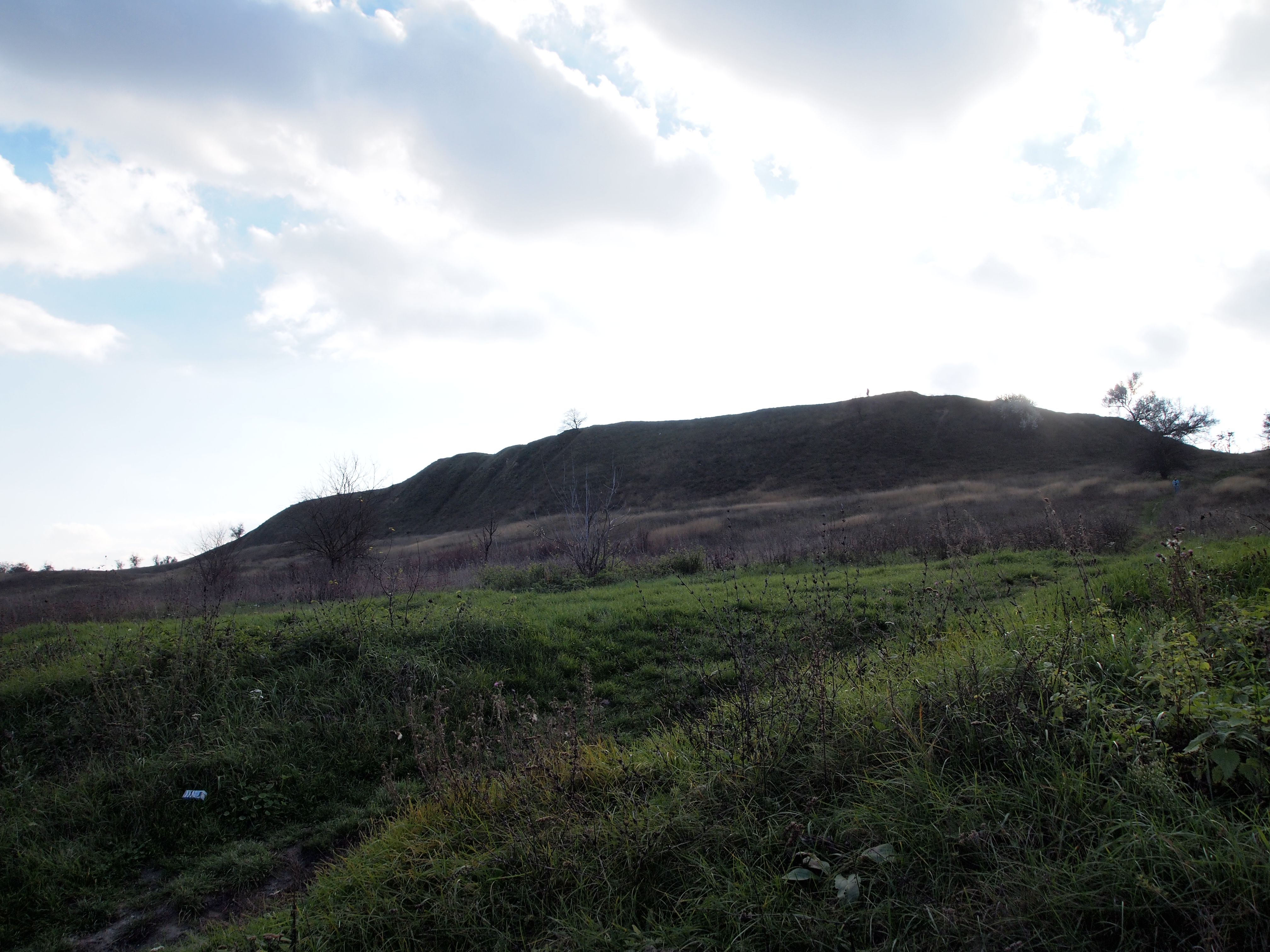
Kourgan, classé[3],
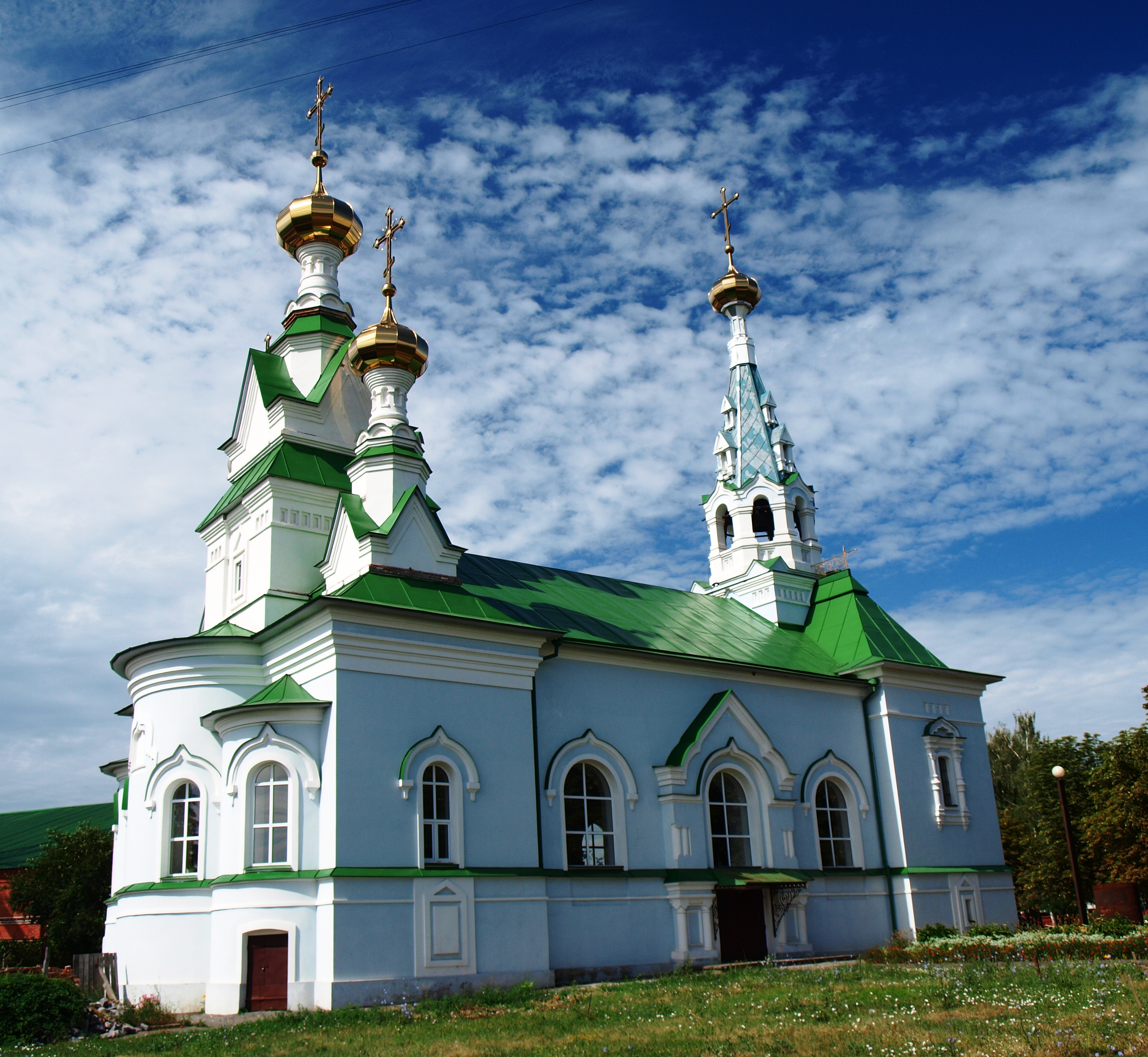
église de la nativité, classée[4],
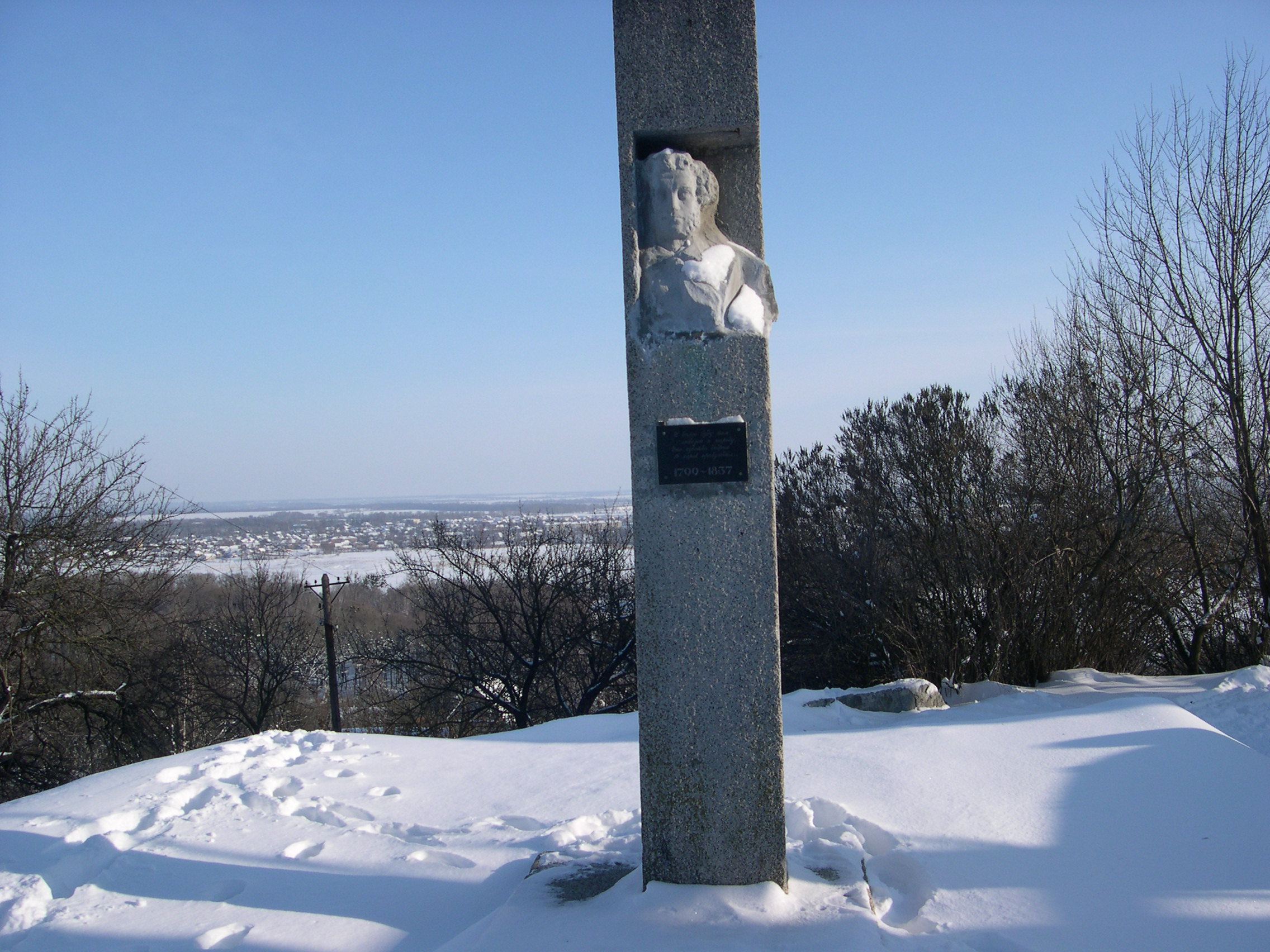
monument à Alexandre Pouchkine, classé[5],
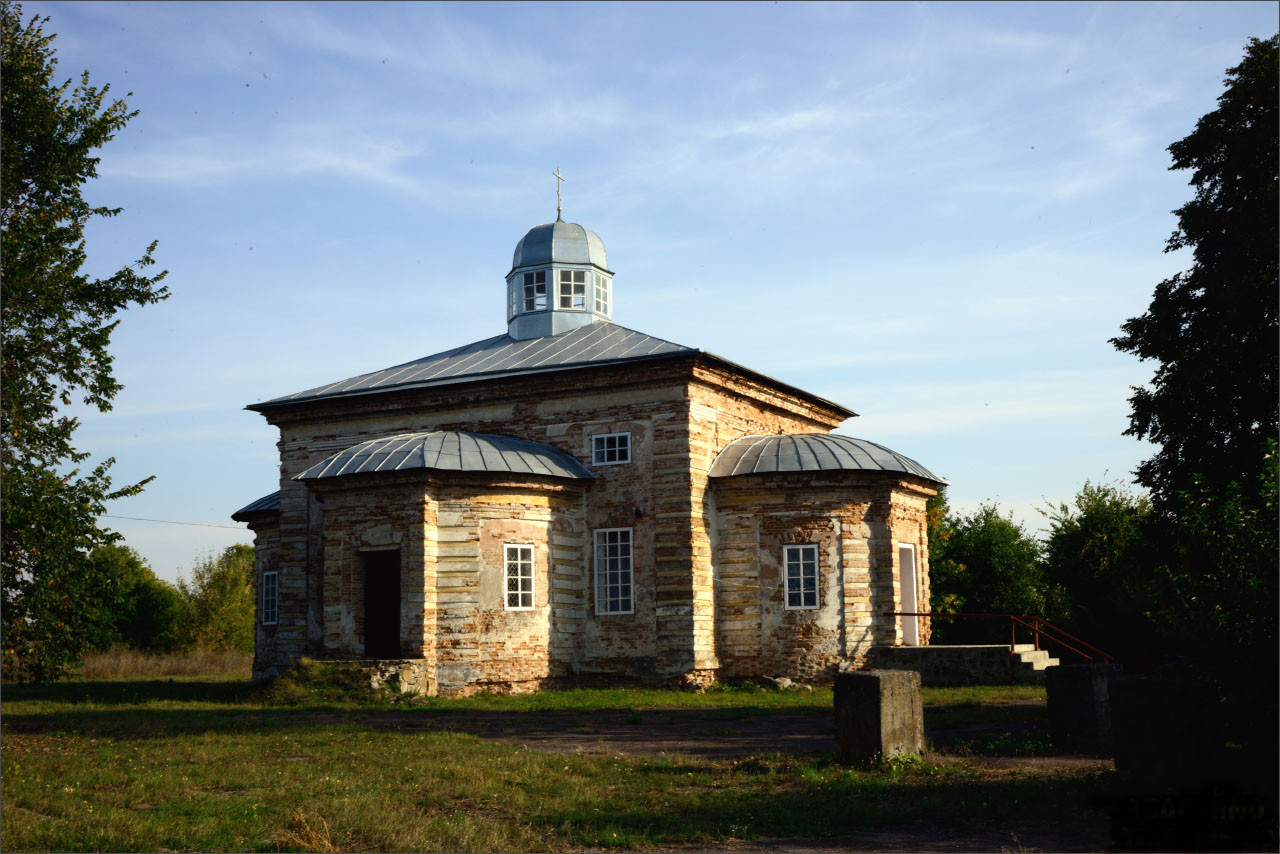
église de la Résurrection, classée[6],
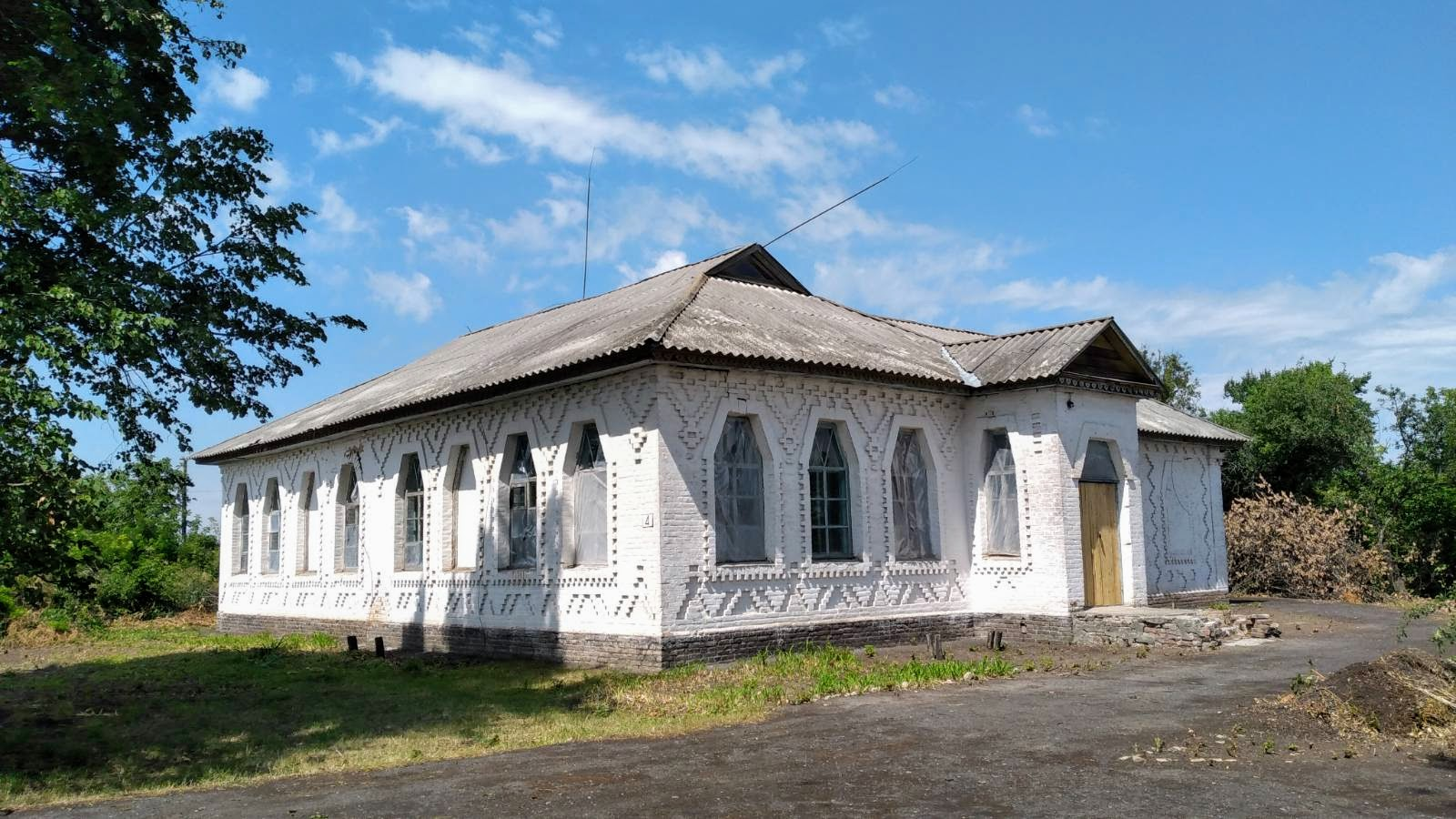
école Zemsto, classée[7],
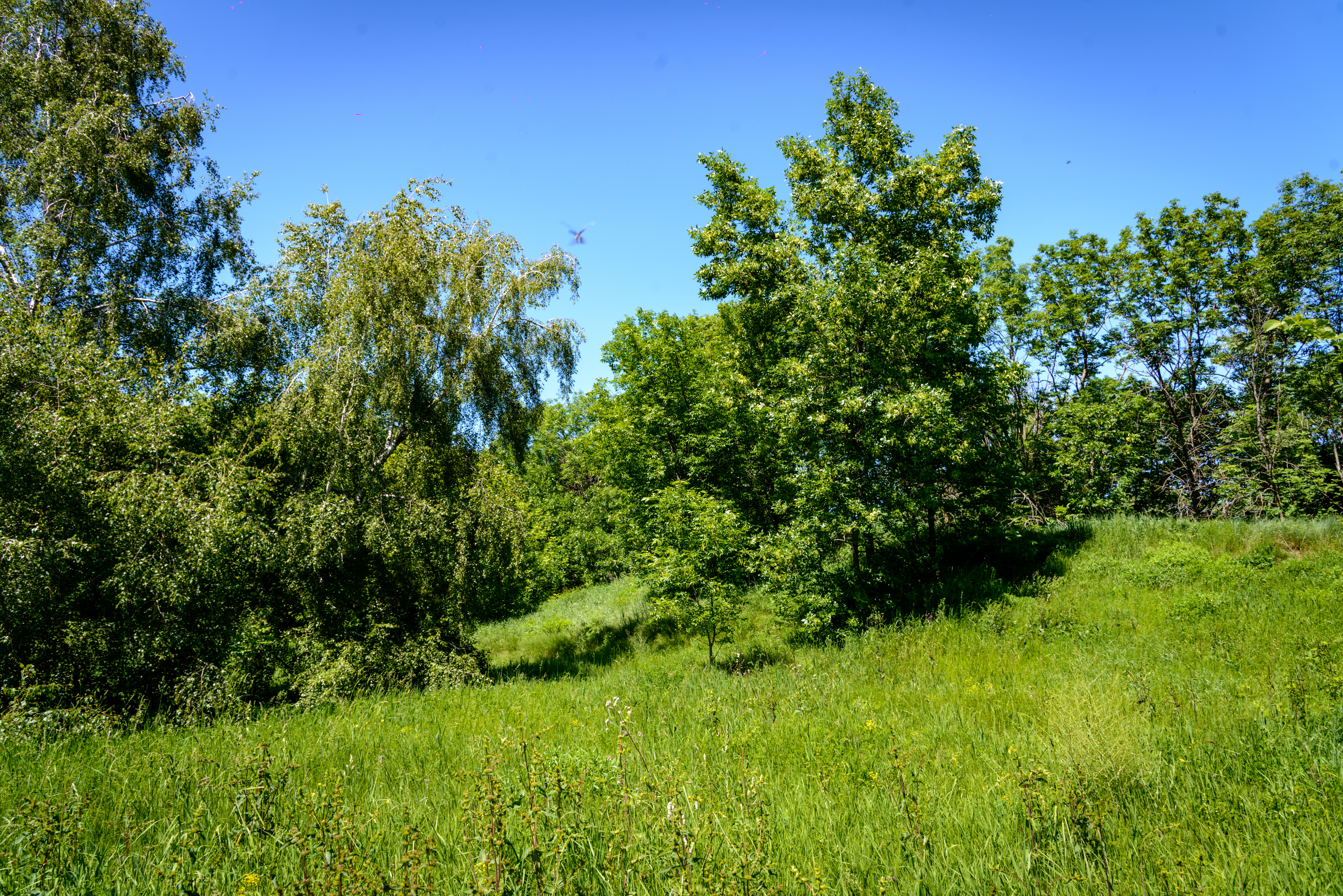
colline à Matskivtsi, classée[8],
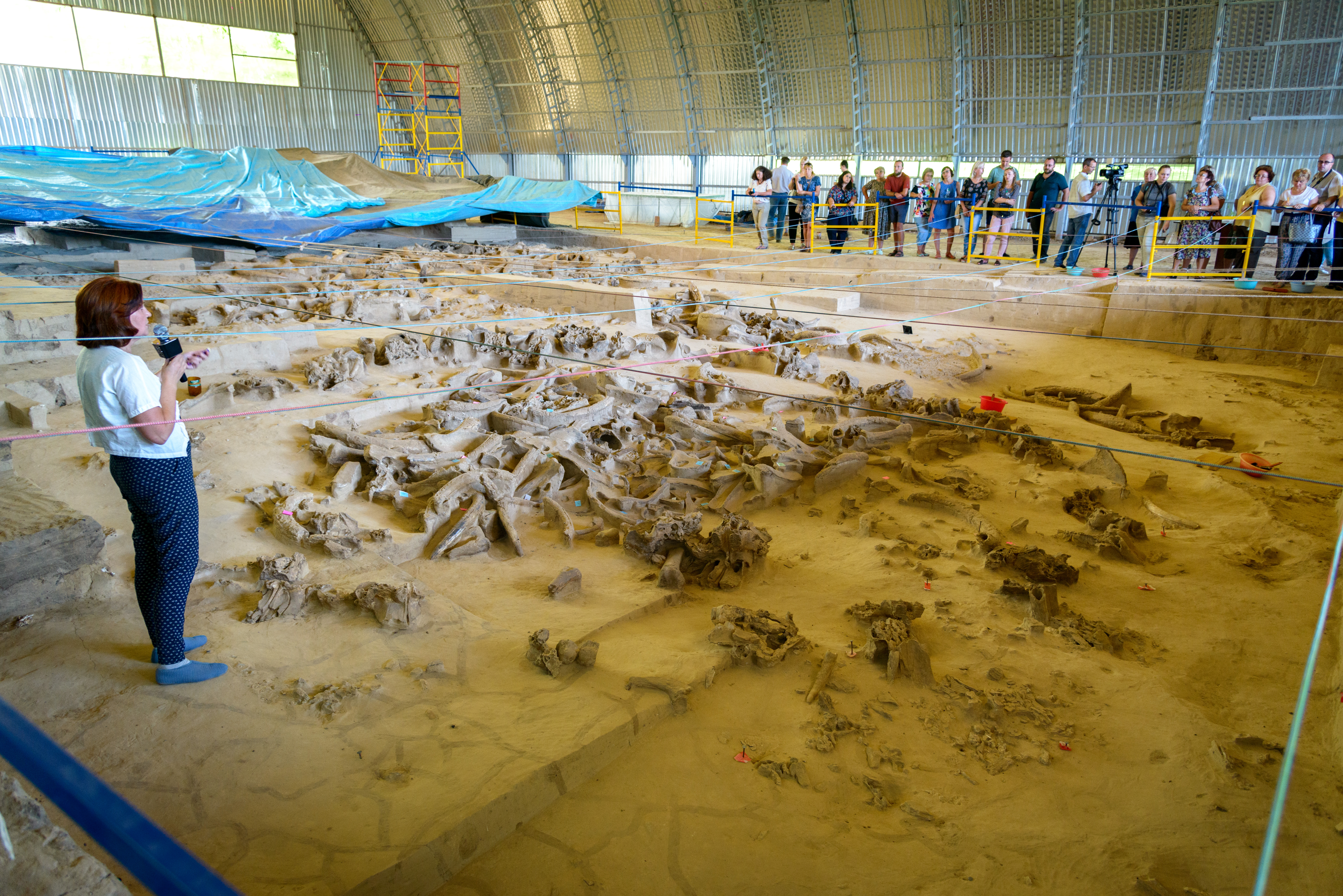
site archéologique, classée[9] à Hintsi.